# Capsicum frutescens
Перець чилі, перець гострий (Capsicum frutescens) — вид багаторічних кущів з роду стручковий перець триби капсикумові (Capsiceae) родини пасльонові (Solanaceae). Вище перераховані назви також носять плоди цього виду. Сільськогосподарська культура, у великих кількостях вирощується в Індії та Мексиці, а також у найближчих країнах. У закритому ґрунті на городах вирощується майже до полярного кола.
Назва перцю «чилі» часто використовується в торгівлі і кулінарії стосовно всіх найпекучіших сортів червоних гострих перців щоб відрізнити їх від середньо- і слабопекучих.

## Ботанічний опис
Культурні рослини деяких сортів і, як правило, дикі досягають 1,5 м висоти.
Молоді пагони зелені, у вузлах з фіолетовим відтінком, іноді опушені, частіше голі. Кора шорстка, світло-коричнева.
Листя до 15—20 см завдовжки, чергове, гладке, еліптичної форми.
Колір квітів білий або біло-фіолетовий, цвітіння і плодоношення протягом усього року.
Плід — від кулястої до хоботовидної форми ягода, з малосоковитим навколоплідником. Містить капсаїцин, який надає їм пекучий смак. Колір у дозрілому стані білий, жовтий, червоний, фіолетовий і чорний. У незрілому -—фіолетовий або зелений.

## Історія і походження

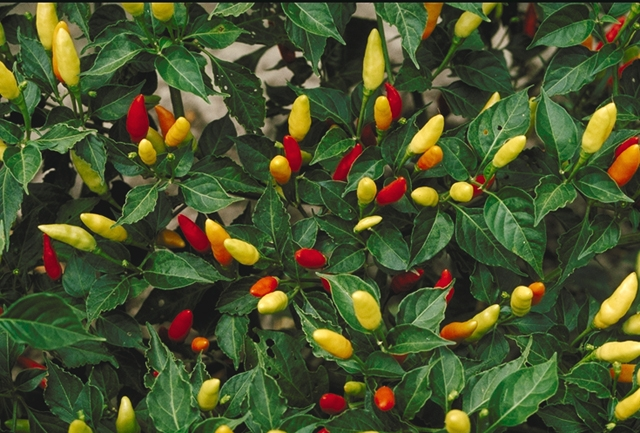
Перець табаско

Батьківщина цієї рослини — тропічна Америка. Так свідчать знахідки в перуанських похованнях, його культивували тут ще задовго до прибуття європейців до Америки. У даний час гострий перець вирощують в більшості країн, розташованих в тропіках, але найбільше — в Індії, Таїланді та Мексиці. Усюди в тропічних районах, де перець культивується, він «тікає» й росте в дикому вигляді.